# Mapa izopachytowa

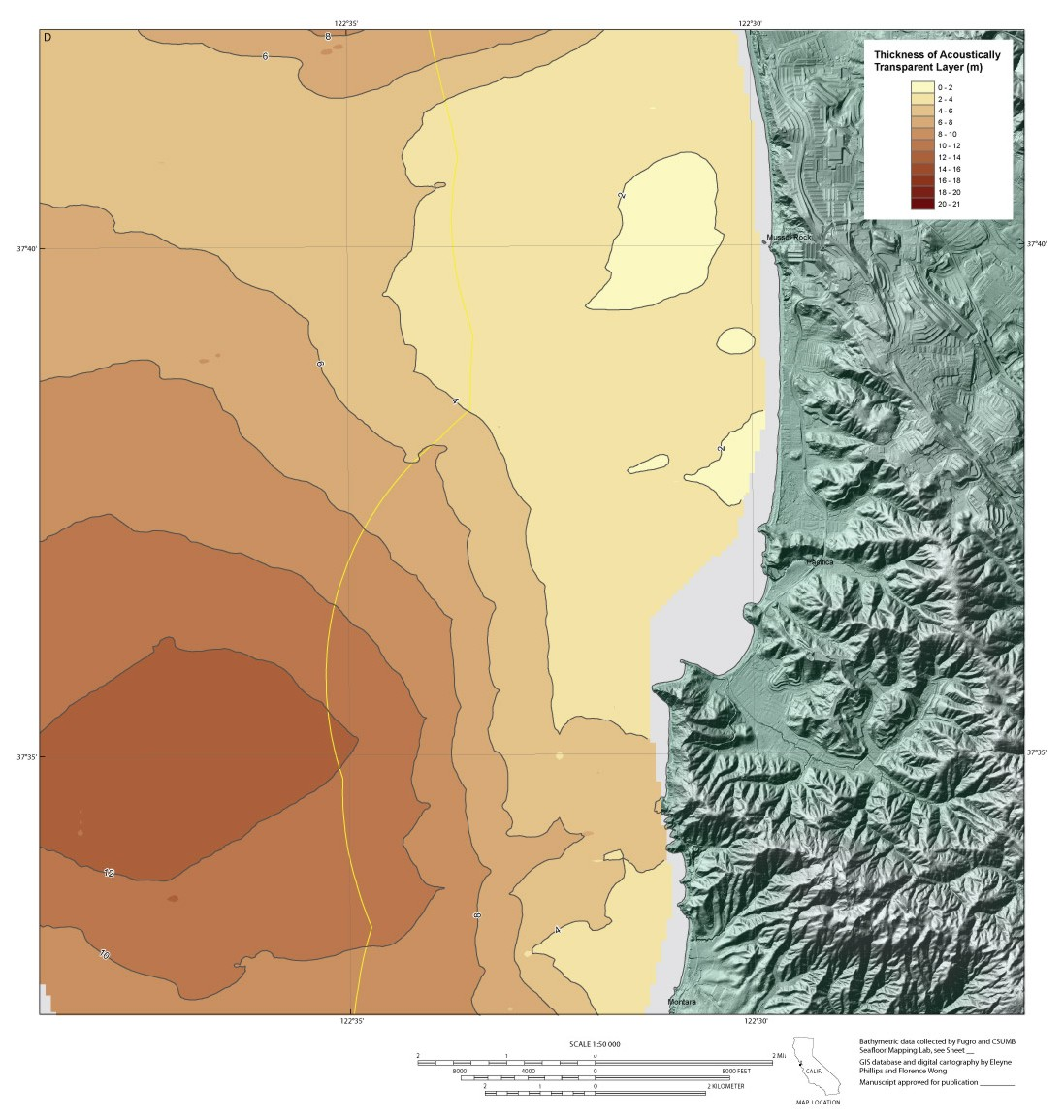
Szczegółowa mapa izopachytowa przedstawiająca strefę przybrzeżną Pacyfiki Stanach Zjednoczonych.

Mapa izopachytowa jest mapą ilustrującą zmiany miąższości warstw geologicznych. Izopachyty są liniami łączącymi punkty o tej samej wartości miąższości warstw geologicznych.
Mapy izopachytowe są wykorzystywane w badaniach hydrograficznych, stratygrafii, sedymentologii, wulkanologii, geologii strukturalnej i naftowej.